# ФК Динамо Москва
ФК Динамо Москва је руски фудбалски клуб из Москве и тренутно се такмичи у Премијер лиги Русије. Домаћи стадион клуба је ВТБ арена, а традиционална боја дресова је бела и плава. Клуб је 1923. основао Феликс Дзержински.
Динамо Москва је најстарији руски фудбалски клуб и једини који је увек играо у првој лиги Совјетског (за Совјетску еру - овај успех дели са Динамо Кијев) и Руског фудбала и никада није испадао у нижи ранг.

## Историја
Динамо Москва има корене у клубу Morozovtsi Orekhovo-Zuevo Moskva који је основан као фабрички тим 1887. године. Тим је 1906. променио име у ОКС Москва и освојио серију Московског лига шампионата од 1910. до 1914.
После Руске револуције 1917. клуб се на крају нашао под надлежношћу Министарства унутрашњих послова, и његовог шефа Феликса Дзерижинског, шефа прве прве тајне полиције Совјетског Савеза, озлоглашене Чеке. Клуб 1923. мења име у Динамо Москва и долази на лош глас због застрашујуће повезаности са Министарством унутрашњих послова, често од навијача других клубова називан „Смеће“, руски сленг термин за полицију.
Динамо је освојио прва два Совјетска шампионата 1936. и 1937., Совјетски куп 1937., и још један пар националних титула 1940 и 1945. Такође су били први Совјетски клуб који је обилазио Запад и одиграли импресивне партије током посете добре воље Уједињеном Краљевству 1945. године. Потпуни незнанци, совјетски играчи су веома изненадили својим перформансама: одиграли су нерешено 3:3 са Челсијем, прегазили Кардиф сити са 10:1, победили један Арсенал појачан присуством Стенлија Метјуа, Стена Мортенсена и Џоа Бакузија резултатом 4:3 у мечу играном у густој магли, и на крају, изгубили 3:2 од Ренџерса.
Наставили су и после рата са одличним партијама и уживали су њихов највећи успех кроз педесете. Динамо је освојио још пет шампионата између 1949. и 1959., такође и њихов други Совјетски куп 1953. Признања су теже долазила после тог времена. Клуб је наставио да има неког успеха у Совјетском купу, али није освојио шампионат од 1976. Чак и тако, Динамових 11 националних титула су га чиниле трећим најтрофејнијим клубом иза Динамо Кијева (13 титула) и Спартака Москве (12 титула).
Динамов највећи успех у Европи до сада је био 1972. у Купу победника купова. Тада су успели да стигну до финала играног на Камп ноу у Барселони где су изгубили са 3:2 од Ренџерса. То је био највећи успех у Европи неког руског клуба све док 2005. ЦСКА Москва није освојила УЕФА Куп. На крају сезоне 2008. Премијер лиге Русије Динамо је завршио на трећем месту, што му је омогућило да учествује од трећег кола квалификација за сезону 2009/10. Лиге шампиона. 29. јула 2009. Динамо побеђује Селтик у гостима са 1:0, што му је дало велику предности пред реванш меч. Међутим, Селтик веома лако у реваншу побеђује Динамо са 2:0 у Москви и пролази даље а Динамо наставља у плеј-оф рунди Лиге Европе, где га избацује ЦСКА Софија после 0:0 у Софији и пораза од 1:2 у Москви.

## Успеси

### Национални
- Првенство Совјетског Савеза
  - Победник (11) :  1936, 1937, 1940, 1945, 1949, 1954, 1955, 1957, 1959, 1963, 1976.
- Куп Совјетског Савеза
  - Победник (6) :  1937, 1953, 1967, 1970, 1977, 1984.
- Куп Русије
  - Победник (1) :  1994/95.
- СССР Суперкуп
  - Победник (1) :  1977.

### Међународни
- Куп победника купова
  - Финалиста :  1971/72.

## Састав из 2009.
Од 13. септембра 2009.
| Бр. |           | Позиција | Играч              |
| --- | --------- | -------- | ------------------ |
| 1   | Русија    | Г        | Антон Шунин        |
| 4   | Пољска    | О        | Марсин Ковалжук    |
| 5   | Црна Гора | О        | Јован Танасијевић  |
| 6   | Аргентина | О        | Леандро Фернандез  |
| 7   | Русија    | С        | Кирил Комбаров     |
| 8   | Русија    | С        | Дмитри Кокљов      |
| 9   | Русија    | С        | Дмитри Комбаров    |
| 10  | Русија    | Н        | Александр Кержаков |
| 11  | Русија    | Н        | Фјодор Смолов      |
| 13  | Русија    | О        | Владимир Гранат    |
| 14  | Русија    | С        | Артур Јусупов      |
| 15  | Русија    | С        | Александр Димидко  |

| Бр. |            | Позиција | Играч             |
| --- | ---------- | -------- | ----------------- |
| 16  | Бугарска   | Н        | Цветан Генков     |
| 20  | Румунија   | С        | Адријан Ропотан   |
| 22  | Уругвај    | С        | Луис Агвиар       |
| 23  | Аустралија | С        | Лук Вилкшир       |
| 25  | Русија     | О        | Денис Колодин     |
| 27  | Русија     | С        | Сергеј Терехов    |
| 30  | Русија     | Г        | Владимир Габулов  |
| 34  | Русија     | Г        | Сергеј Панов      |
| 41  | Украјина   | С        | Денис Скепски     |
| 71  | Русија     | О        | Александр Денисов |
| 91  | Русија     | С        | Виктор Свежхов    |
| 99  | Русија     | Н        | Александр Кокорин |

### На позајмици
| Бр. |        | Позиција | Играч                                                     |
| --- | ------ | -------- | --------------------------------------------------------- |
| 38  | Русија | С        | Кирил Курочкин (у ФК Металург Липецк до децембра 2009.)   |
| 88  | Русија | С        | Иван Мјашников (у ФК Енергија Волжиски до децембра 2009.) |
| 89  | Русија | Н        | Александр Бебик (у ФК Истра до децембра 2009.)            |

## Статистика играча
Од 1. јануара 2009.

#### Највише наступа
| # | Играч               | Наступа |
| - | ------------------- | ------- |
| 1 | Александр Новиков   | 327     |
| 2 | Лев Јашин           | 326     |
| 3 | Валери Маслов       | 319     |
| 4 | Александр Маховиков | 287     |
| 5 | Генади Јевружикин   | 283     |
| 6 | Виктор Аничкин      | 282     |
| 7 | Сергеј Никулин      | 280     |
| 8 | Виктор Тсарев       | 279     |

#### Највише лигашких голова
| # | Играч             | Голова |
| - | ----------------- | ------ |
| 1 | Сергеј Соловјов   | 135    |
| 2 | Константин Бесков | 93     |
| 3 | Васили Картсев    | 72     |
| 4 | Валери Газаев     | 70     |
| 5 | Васили Трофимов   | 69     |
| 6 | Игор Численко     | 68     |
| 7 | Олег Терјохин     | 67     |
| 8 | Владимир Илјин    | 63     |